# Remøy Shipping
Remøy Shipping AS ist eine Reederei mit Sitz in der westnorwegischen Gemeinde Herøy im Fylke Møre og Romsdal.
Die Reederei besitzt elf Schiffe, darunter Versorgungsschiffe für Ölbohrplattformen, die teilweise aus ehemaligen Küstenwachschiffen entstanden sind.
Die Reederei bereedert für das norwegische Wehrforschungsinstitut Forsvarets forskningsinstitutt das Forschungsschiff HU Sverdrup II.
Für die norwegischen Küstenwache wird das Patrouillenboot der Reine-Klasse KV Magnus Lagabøte bereedert.